# 질병관제서
질병관제서(疾病管制署)는 중화민국 행정원 위생복리부(보건복지부에 해당)에 소속된 기관이다. 중화민국의 근대적인 방역체제 구축을 담당하고 있다.

## 역사
1995년 7월 1일 중화민국 타이베이시 중정구 린썬로 6호에 합동정부청사가 낙성되었다. 행정원보건국 검역총소, 행정원위생서 위생인원훈련중심, 행정원위생서 마취약품경리처가 입주하였다.
1999년 7월 1일 행정원 위생서 질병관제국 조직조례에 의거해 전염병 예방기능을 통합하여 새로운 전염병 예방기능을 구축하였다. 행정원위생서 방역처, 행정원위생서 예방의학연구소와 행정원위생서 검역총소가 통합되어 행정원위생서 질병관제국이 출범하였다.
2013년 6월 19일 총통령에 의거해 위생복리부 질병대책부 조직법이 제정, 공포되어 동년 7월 23일 중화민국 행정원의 부처 재편성에 따라 위생서가 중화민국 위생복리부로, 질병대책국이 위생복리부 질병관제서로 개편되었다.